# Lee Hyung-taik
Hyung-Taik Lee (Hoengseong, Gangwon, 3 de enero de 1976) es un extenista profesional surcoreano.

## Carrera

### 2000
Con la ayuda del entrenador Hee June Choi, Lee causó sensación en el US Open, llegando a la cuarta ronda antes de perder ante Pete Sampras. En el camino a su aparición en la cuarta ronda contra Sampras, Lee derrotó a Jeff Tarango, el cabeza de serie número 13, Franco Squillari, y al futuro subcampeón del Abierto de Australia, Rainer Schüttler.

### 2003
En 2003, Lee se convirtió en el primer surcoreano en ganar títulos individuales y dobles del ATP Tour al ganar el torneo individual en el Sydney International , venciendo a Juan Carlos Ferrero en la final; y el torneo de dobles en el Torneo de San José; asociándose con el bielorruso Vladimir Voltchkov.
En Wimbledon, fue derrotado en la primera ronda por el eventual campeón Roger Federer en dos sets.

### 2006
En la segunda ronda de Wimbledon 2006, Lee fue derrotado por el excampeón y dos veces semifinalista Lleyton Hewitt en cinco sets, incluidos tres desempates. 

### 2008 - 2009
En la temporada 2008, Lee tuvo una decepcionante racha de derrotas y finalmente cayó del top 100. Sin embargo, igualó su mejor resultado en la Serie Masters al llegar a la cuarta ronda de Indian Wells, superando a Michaël Llodra, Jarkko Nieminen y al quinto cabeza de serie, David Ferrer, en el camino.
En 2009, Lee jugó por última vez con Corea, en el desempate de la Copa Davis entre Corea y China. Anunció su retirada del tenis profesional después del partido de la Copa Davis, con Corea triunfando 3-2.

### 2013 - 2015
En 2013 regresó a las pistas, en dobles, para disputar los torneos de Busan y Seúl. Precisamente en Seúl, en la primera edición de 2015 del Lecoq Seoul Open, sería meritorio finalista de dobles, en el año que supondría su retirada definitiva.

## Títulos (2;1+1)

### Individuales (1)
| Leyenda                |
| Grand Slam (0)         |
| Tennis Masters Cup (0) |
| ATP Masters Series (0) |
| ATP Tour (1)           |

| N.º | Fecha              | Torneo | Superficie | Oponente en la final | Resultado         |
| --- | ------------------ | ------ | ---------- | -------------------- | ----------------- |
| 1.  | 6 de enero de 2003 | Sídney | Dura       | Juan Carlos Ferrero  | 4-6 7-6(6) 7-6(4) |

### Finalista en individuales (1)
| Leyenda                |
| Grand Slam (0)         |
| Tennis Masters Cup (0) |
| ATP Masters Series (0) |
| ATP Tour (1)           |

| N.º | Fecha | Torneo  | Superficie | Oponente en la final | Resultado |
| --- | ----- | ------- | ---------- | -------------------- | --------- |
| 1.  | 2001  | Houston | Dura       | Andy Roddick         | 5-7,3-6   |

### Clasificación en torneos del Grand Slam
| Torneo          | 2008 | 2007 | 2006 | 2005 | 2004 | 2003 | 2002 | 2001 | 2000 | Títulos |
| --------------- | ---- | ---- | ---- | ---- | ---- | ---- | ---- | ---- | ---- | ------- |
| Australian Open | 2R   | 1R   | 1R   | 1R   | 1R   | 2R   | -    | 1R   | -    | 0       |
| Roland Garros   | 2R   | 1R   | -    | 3R   | 3R   | 1R   | 1R   | -    | -    | 0       |
| Wimbledon       | 1R   | 3R   | 2R   | 2R   | -    | 1R   | 2R   | 1R   | -    | 0       |
| US Open         | 1R   | 4R   | 2R   | 1R   | 3R   | 2R   | 1R   | 1R   | 4R   | 0       |

### Dobles (1)
| Leyenda                |
| Grand Slam (0)         |
| Tennis Masters Cup (0) |
| ATP Masters Series (0) |
| ATP Tour (1)           |

| N.º | Fecha                 | Torneo   | Superficie | Pareja            | Oponentes en la final          | Resultado   |
| --- | --------------------- | -------- | ---------- | ----------------- | ------------------------------ | ----------- |
| 1.  | 10 de febrero de 2003 | San José | Dura       | Vladímir Volchkov | Paul Goldstein Robert Kendrick | 7-5 4-6 6-3 |

### Challengers (13)
| N.º | Fecha                    | Torneo    | Superficie | Oponente en la final   | Resultado         |
| --- | ------------------------ | --------- | ---------- | ---------------------- | ----------------- |
| 1.  | 1 de noviembre de 1999   | Yokohama  | Dura       | Paradorn Srichaphan    | 6-3 6-0           |
| 2.  | 14 de agosto de 2000     | Bronx     | Dura       | Reginald Willems       | 6-4 6-1           |
| 3.  | 6 de noviembre de 2000   | Seúl      | Dura       | Radek Štěpánek         | 6-4 6-4           |
| 4.  | 22 de octubre de 2001    | Seúl      | Dura       | Gouichi Motomura       | 6-4 6-4           |
| 5.  | 25 de noviembre de 2002  | Yokohama  | Moqueta    | John van Lottum        | 2-6 7-6(2) 7-6(6) |
| 6.  | 15 de septiembre de 2003 | Seúl      | Dura       | Dennis van Scheppingen | 6-3 6-3           |
| 7.  | 6 de septiembre de 2004  | Seúl      | Dura       | Jean-Rene Lisnard      | 3-6 7-5 6-2       |
| 8.  | 24 de octubre de 2005    | Seúl      | Dura       | Nicolas Thomann        | 4-6 6-1 7-6(6)    |
| 9.  | 29 de mayo de 2006       | Busan     | Dura       | Danai Udomchoke        | 6-3 6-2           |
| 10. | 24 de julio de 2006      | Lexington | Dura       | Amer Delic             | 5-7 6-2 6-3       |
| 11. | 30 de octubre de 2006    | Seúl      | Dura       | Björn Phau             | 6-2 6-2           |
| 12. | 20 de octubre de 2008    | Seúl      | Dura       | Ivo Minář              | 6-4 6-0           |
| 13. | 17 de noviembre de 2008  | Yokohama  | Dura       | Go Soeda               | 7-5 6-3           |